# Raschtkhar (Verwaltungsbezirk)
Raschtkhar (persisch شهرستان رشتخوار) ist ein Schahrestan in der Provinz Razavi-Chorasan im Iran. Er enthält die Stadt Raschtkhar, welche die Hauptstadt des Verwaltungsbezirks ist.

## Demografie
Bei der Volkszählung 2016 betrug die Einwohnerzahl des Schahrestan 60.689. Die Alphabetisierung lag bei 81 Prozent der Bevölkerung. Knapp 23 Prozent der Bevölkerung lebten in urbanen Regionen.
| Zensusjahr | Einwohnerzahl |
| ---------- | ------------- |
| 2011       | 60.632        |
| 2016       | 60.689        |